# Mystacides alafimbriatus
Mystacides alafimbriatus är en nattsländeart som beskrevs av Hill-griffin 1912. Mystacides alafimbriatus ingår i släktet Mystacides och familjen långhornssländor. Inga underarter finns listade i Catalogue of Life.